# 爱德华·迈尔
爱德华·迈耶（Eduard Meyer，1855年1月25日—1930年8月31日）是一位德国历史学家。生于汉堡，曾就读于波恩大学和莱比锡大学。曾在布雷斯劳大学、哈雷大学、柏林大学和哈佛大学任教。所著《古代史》（Geschichte des Altertums），叙述公元前4世纪中叶以前古代东方、希腊和罗马的历史。提出在希腊、罗马的历史发展中也有过封建主义和资本主义，即“历史循环论”。